# Folyás
Folyás é um município da Hungria, situado no condado de Hajdú-Bihar. Tem 53,94 km² de área e sua população em 2015 foi estimada em 297 habitantes.